# Serica khajiaris
Serica khajiaris är en skalbaggsart som beskrevs av Mittal 1988. Serica khajiaris ingår i släktet Serica och familjen Melolonthidae. Inga underarter finns listade i Catalogue of Life.